# Vai que Dá Certo 2
Vai que Dá Certo 2 é um filme de comédia brasileiro de 2016, dirigido por Maurício Farias e Calvito Leal, e continuação do sucesso de 2013 Vai que Dá Certo. A maior parte do elenco do original retorna, incluindo o coroteirista Fábio Porchat e os atores Lúcio Mauro, Lúcio Mauro Filho, Natália Lage, Danton Mello e Felipe Abib. Foi lançado pela Imagem Filmes, em 7 de janeiro de 2016.

## Enredo
Um ano depois dos eventos do primeiro filme, Rodrigo se casa com Jaqueline, e os amigos Amaral, Danilo e Tonico comparecem ao casamento, notando que Jaqueline podia ter feito melhor se casando com Paulo, que se elegeu prefeito, e maldizendo o ausente Vaguinho, que enriqueceu sendo laranja de Paulo e se mudou para a Argentina. Após uma mal sucedida lua-de-mel em Foz do Iguaçu, o casal chega e vê que no período em que estiveram ausentes Danilo ocupou o apartamento por ter perdido sua casa em um temporal, levando junto seu avô senil Altamiro, o que irrita profundamente Jaqueline que acaba tendo uma briga feia com Rodrigo, que apesar de no início sentir pena do primo e Danilo dizer que está ameaçado de morte, Rodrigo fica irredutível e Danilo acaba sendo expulso, mesmo deixando seu avô ainda no apartamento.
No dia seguinte, Danilo é descoberto morto, vítima de um suposto acidente automobilístico no qual seu carro pega fogo. O grupo triste comparece ao velório e lá conhecem a irmã de Danilo e prima de Rodrigo(que não a via havia muitos anos), a bela e promíscua Simone, e reencontram os dois policiais Cid e Da Silva, que possuíam uma suposta amizade com Danilo. Mesmo no velório, Jaqueline se mostra irritada com Rodrigo por este viver rodeado dos amigos que segundo ela, só atrapalharam sua vida e rompe com ele ali mesmo, dando um tempo no relacionamento. Entre as posses de Danilo, Amaral e Tonico descobrem um DVD com um vídeo de sexo entre Simone e Elói, o ex-chefe de Danilo que vai se casar com a ricaça dona de uma rede de supermercados. Por causa desse vídeo Rodrigo foi visitado por Jorge, filho da noiva de Elói que quer pagar uma boa quantia para conseguir essa prova de traição e impedir um casamento que é um claro golpe do baú. Danilo vai atrás de Simone, que revela que os policiais que sempre se diziam amigos de Danilo, na verdade o executaram a mando de Elói, e com medo de retaliação, Danilo destrói o DVD. Porém Tonico tinha feito uma cópia, e ele e Amaral contatam Jorge, conseguindo R$1 milhão pelo vídeo. 
Quando Rodrigo descobre que Amaral e Tonico conseguiram o dinheiro, exige que eles o devolvam antes que suas vidas entrem em risco. Rodrigo junta o dinheiro em uma bolsa e se prepara para fugir quando Simone chega em seu apartamento. A prima o seduz e ambos fazem sexo, para na manhã seguinte ela fugir com a bolsa, quando Jaqueline, mesmo brigada com Rodrigo, surge de surpresa no apartamento, preocupada com o marido e sem querer descobre a traição deste, assim, decide se vingar indo atrás de Amaral(que era apaixonado por ela e cogitava se envolver com a moça caso ela e Rodrigo se separassem) - apesar que mais tarde Jaqueline revela que não houve sexo entre ela e Amaral porque ele broxou. 
Ao mesmo tempo, Simone volta para sua casa e encontra Elói, furioso pelo noivado desmanchado e exigindo o dinheiro. Simone também o seduz para a cama, mas não consegue fugir, com Elói eventualmente sendo dissuadido a ir atrás de Rodrigo - sendo que este está é indo para a casa de Simone com Amaral e Tonico após os policiais chegarem em seu prédio e sequestrarem Jaqueline e Altamiro, exigindo o retorno do dinheiro até o fim do dia para não os matar. Na casa de Simone, o grupo descobre Danilo vivo, que revela ter fingido sua morte com a ajuda de um amigo no Instituto Médico Legal, e que Simone estava por trás de todo o esquema de chantagem, tendo feito o vídeo justamente para conseguir dinheiro de Jorge. Por ter uma quarta pessoa que pode surpreender os policiais, Rodrigo liga para organizar a entrega de uma bolsa cheia de roupas que seria o dinheiro.
O grupo vai para um local remoto no carro de Simone, sem saber que Elói e Simone também tinham chegado lá e Jaqueline tinha se soltado ao render Da Silva com o revólver de Altamiro, escapando pelo mato juntamente com o próprio. Enquanto encontram os policiais, Danilo os surpreende, para em seguida Elói se revelar e ele, assim como Simone e os policiais, descobrirem que Danilo não morreu. Na confusão criada pela bolsa não ter dinheiro(tendo ao invés disso, as roupas de Simone), Elói e os policiais trocam tiros, baleando Simone no processo(com Danilo em seguida pegando o carro de Elói para levá-la ao hospital) e se matando enquanto os demais conseguem escapar ilesos do tiroteio, porém, pouco depois de Danilo ir embora com Simone, e os policiais já estando mortos, um moribundo Elói ainda atira no grupo restante pouco antes de morrer, fazendo-os partir em desespero no carro de Simone. Na estrada de terra, ainda relativamente perto do local de onde saíram, eles se deparam com Jaqueline e Altamiro(que minutos antes haviam avistado Danilo dentro do outro carro, o que surpreende principalmente Jaqueline ao ver que este está vivo) e ao tentar desviar deles, o carro perde controle e entra matagal adentro até cair num rio, onde Rodrigo quase se afoga, mas é salvo por seus amigos e levado ao encontro de Jaqueline na superfície.
No hospital, o grupo visita o quarto onde Simone se recupera e pergunta do dinheiro, e ela revela que a bolsa sempre esteve no porta-malas de seu carro. E ao chegarem no local do acidente, o porta-mala está vazio, tendo se aberto no impacto com o rio. Durante os créditos, a bolsa flutua longe dali, seguindo o curso do rio.

## Elenco[2]
- Felipe Abib...Tonico
- Vladimir Brichta...Elói
- Ravel Cabral...Da Silva
- Verônica Debom...Simone
- Natália Lage...Jacqueline
- Lúcio Mauro... Seu Altamiro
- Lúcio Mauro Filho...Danilo
- Danton Mello...Rodrigo
- Rodrigo Pandolfo...Jorge
- Fábio Porchat...Amaral
- Felipe Rocha...Cid